# Federația Română de Scrimă
Federația Română de Scrimă (prescurtată FRS) este organismul de conducere a scrimei românești. Afiliată la Federația Internațională de Scrimă din 1914, este membră ale Confederației Europeană de Scrimă și al Comitetului Olimpic și Sportiv Român. Are sediul la București.
Potrivit Institutul Național de Statistică, 1310 de scrimeri erau legitimați la FRS în 2012. Bugetul federației, împărțit de Ministerul Tineretului și Sportului, a crescut de 2,5 milioane de lei din 2012, la 3 milioane în 2014. În anul 2014, 45 de cluburi sunt afiliate la FRS. O treime dintre acestea sunt situate în București ; cele mai importante cluburi în număr de scrimeri sunt CS Dinamo, în subordinea Ministerului Afacerilor Interne, și CSA Steaua, clubul Armatei României. Celelalte cluburi importante sunt situate în Iași, Brașov, Satu Mare, Oradea și Craiova.
Pe plan intern, FRS organizează Cupa României la scrimă și Campionatul de Scrimă din România. Pe plan internațional se desfășură din 2014 o etapă din Cupa Mondială de floretă feminin de juniori la Timișoara. Totuși, România nu a găzduit niciodată nicio competiție de anvergură la scrimă de seniori.

## Istorie
Primul efort de a organiza scrima în România a fost Federațiunea Sălilor de Arme, stabilită în 1898 a unor săli din București. S-a înființat în 1906 Federațiunea Societăților de Arme și Gimnastică din România, apoi în 1912 Federația Societăților Sportive din România, din care scrima îi este o comisie. FRS în sine a luat ființă, cu titlu temporar, la 27 aprilie 1931, primul ei președinte fiind Dinu Cesianu. A fost recunoscută oficial de Uniunea Federațiilor Sportive din România (UFSR) la 9 septembrie 1932. În același an două subcomitete regionale au fost formate, unul în nord cu sediul la Cluj și altul în sud cu sediul la București. A fost redenumită „Directorat” când UFSR este înlocuită de Organizația Sportului Românesc în 1940, apoi „Comisia” în timpul celui de-al Doilea Război Mondial, „Secția” în 1948, „Inspecția” în 1949, „Comisia Centrală” în 1951, și din nou „Federația” în 1958, denumire neschimbată până în prezent.

## Guvernare
FRS este condusă de un Comitet executiv ce are în componentă lui, printre altele:
- președinte: Marius Florea
- vicepreședinte: Ioana Ionescu, Pavel Badea
- secretar general: Roxana Bârlădeanu

Ana Pascu și Alexandru Mironov sunt președinți de onoare.
FRS cuprinde următoarele comisii și colegii centrale:
- comisia centrală tehnică (colegiul tehnic al antrenorilor)
- comisia centrală de disciplină
- colegiul central al arbitrilor
- comisia centrală de competiții, clasificări, legitimări, transferuri și statistică
- comisia centrală de materiale, semnalizare electrică, echipament și dotare tehnico-sportivă
- comisia centrală antidoping
- comisia centrală de marketing, promovare și dezvoltarea scrimei
- comisia de apel

## Președinți
- Ana Pascu 1994 - 2013[7][8]
- Mihai Covaliu 2013 - 2016[9]
- Laura Badea Cârlescu 2017 - 2018[10]
- Marius Florea 2018 - prezent[11]

## Vezi și
- Sportul în România

## Legături externe
- Site-ul official
- Scrimă Arhivat în 19 septembrie 2014, la Wayback Machine. la COSR